# Daniel de Roulet

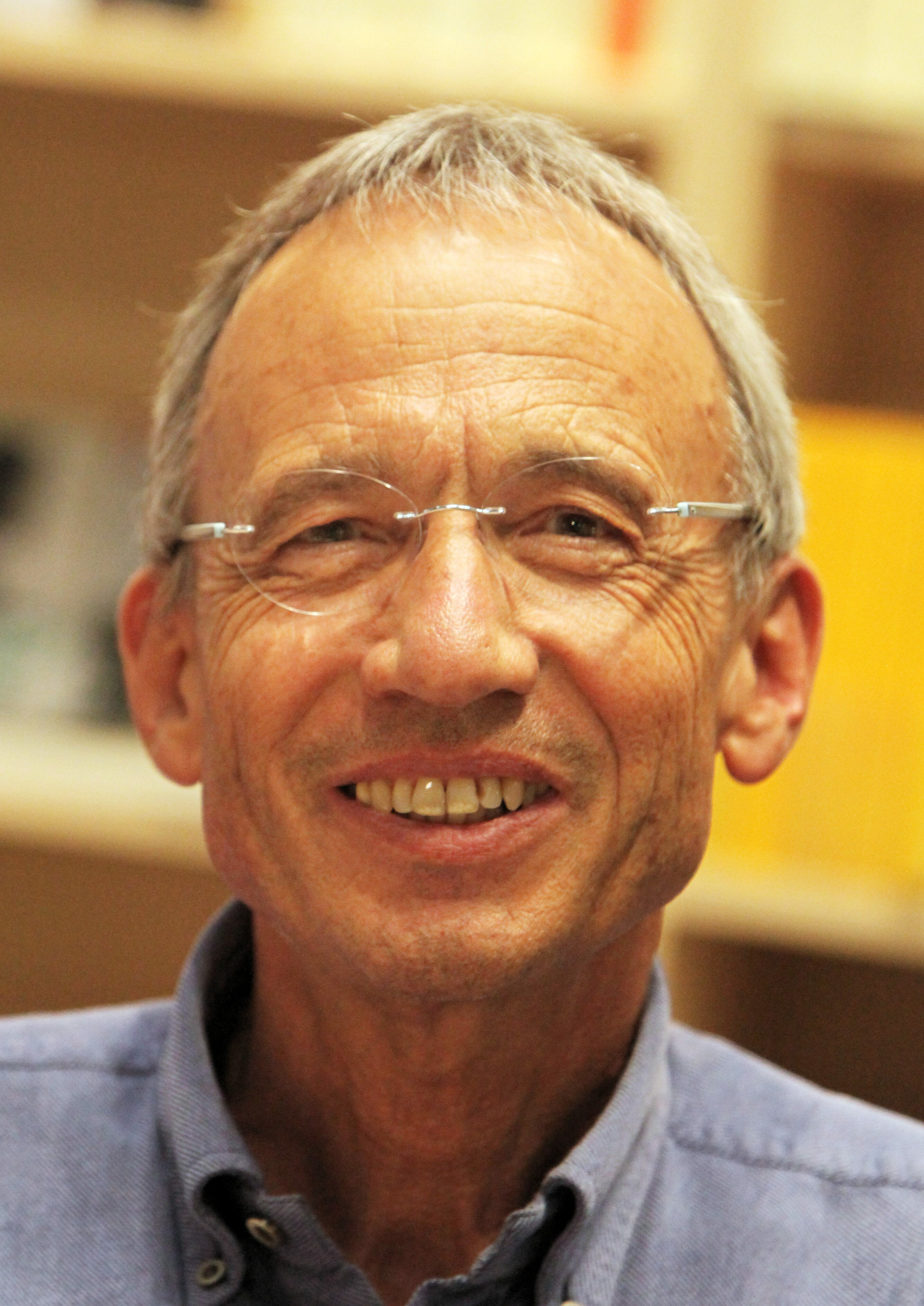
2011

Daniel de Roulet (Ginebra, 4 de febrero de 1944) es un escritor suizo en lengua francesa.

## Biografía
Tras pasar su juventud en Saint-Imier, realiza su formación como arquitecto, para finalmente trabajar como informático. No es hasta 1997 que se lanza a la literatura como escritor a tiempo completo.